# Alice L. Laffey
Alice L. Laffey (* 1. Dezember 1944 in Pittsburgh; † 30. Juli 2023) war eine US-amerikanische römisch-katholische Alttestamentlerin.
Nach dem Studium am Carlow College (BA, 1967) und am Pittsburgh Theological Seminary (Master of Divinity, 1973) studierte Laffey am Päpstlichen Bibelinstitut in Rom (Bakkalaureat 1974, Lizenziat 1976, Promotion 1981). Sie war die erste Frau, die an diesem Institut den Doktorgrad in re biblica erlangte. 
Laffey war von 1981 bis zu ihrer Emeritierung 2016 Associate Professor of Old Testament am College of the Holy Cross in Worcester (Massachusetts) und unterrichtete an zahlreichen, meist kirchlichen Hochschulen in den Vereinigten Staaten. Schwerpunktmäßig befasste sie sich mit der Hebräischen Bibel, der feministischen Hermeneutik und dem Themenbereich Ökologie und Bibel.

## Veröffentlichungen (Auswahl)
- First Kings, Second Kings (Collegeville Bible Commentary, Old Testament, 9). Liturgical Press, Collegeville 1985.
- First Chronicles, Second Chronicles (Collegeville Bible Commentary, Old Testament, 10). Liturgical Press, Collegeville 1985.
- An Introduction to the Old Testament: A Feminist Perspective. Fortress Press, Philadelphia 1988.
- Appreciating God’s Creation through Scripture. Paulist Press, New York 1997.
- The Pentateuch: A Liberation-critical Reading. Fortress Press, Philadelphia 1998.
- Ruth (Wisdom Commentary, 8). Liturgical Press, Collegeville 2017.